# Павелка, Давид
Давид Павелка (чеш. David Pavelka; родился 18 мая 1991 года в городе Прага, Чехословакия) — чешский футболист, полузащитник клуба «Спарта» и сборной Чехии.

## Клубная карьера
Павелка — воспитанник пражской «Спарты». В 2009 году он начал выступать за дублирующий состав во второй лиге Чехии. В 2010 году Давид был включён в заявку основной команды. 2 мая 2011 года в матче против «Теплице» он дебютировал за новую команду в Гамбринус лиге. Для получения игровой практики Павелка на правах аренды перешёл в «Словацко». 21 августа в поединке против «Сигмы» он дебютировал за новую команду, заменив во втором тайме Мираслава Полячека. В этом же поединке Давид забил свой первый гол за «Словацко». Павлека быстро завоевал место в основе и провёл хороший сезон, по окончании которого вернулся в «Спарту». 12 августа 2012 года в матче против своего предыдущего клуба «Словацко» он забил свой первый гол за пражскую команду. Павелка так и не стал основным футболистом «Спарты» и по окончании сезона покинул клуб.
В начале 2013 года Давид подписал контракт со «Слованом». 23 февраля в матче против «Баумита» он дебютировал за клуб из Либерца. 11 мая в поединке против своего бывшего клуба «Словацко» Павелка забил свой первый гол за «Слован». 7 ноября в матче Лиги Европы против испанской «Севильи» мяч Давида принёс его команде ничью. В 2015 году он помог команде выиграть Кубок Чехии.
В начале 2016 года Павелка перешёл в турецкий «Касымпаша», подписав контракт на два с половиной года. Сумма трансфера составила 1,5 млн евро. 25 января в матче против «Истанбул Башакшехир» Давид дебютировал в турецкой Суперлиге, заменив во втором тайме Адема Бююка. 23 октября в поединке против «Османлыспора» он забил свой первый гол за «Касымпашу».

## Карьера в сборной
3 сентября 2015 года в отборочном матче чемпионата Европы 2016 против сборной Казахстана Павелка дебютировал за сборную Чехии.

## Статистика выступлений за сборную
| Матчи за сборную Чехии | Матчи за сборную Чехии | Матчи за сборную Чехии | Матчи за сборную Чехии | Матчи за сборную Чехии | Матчи за сборную Чехии    | Матчи за сборную Чехии |
| ---------------------- | ---------------------- | ---------------------- | ---------------------- | ---------------------- | ------------------------- | ---------------------- |
| №                      | Дата                   | Оппонент               | Счёт                   | Голы                   | Соревнование              |                        |
| 1                      | 3 сентября 2015        | Казахстан              | 2:1                    | -                      | Отборочный матч ЧЕ-2016   |                        |
| 2                      | 6 сентября 2015        | Латвия                 | 2:1                    | -                      | Отборочный матч ЧЕ-2016   |                        |
| 3                      | 10 октября 2015        | Турция                 | 0:2                    | -                      | Отборочный матч ЧЕ-2016   |                        |
| 4                      | 13 октября 2015        | Нидерланды             | 3:2                    | -                      | Отборочный матч ЧЕ-2016   |                        |
| 5                      | 13 ноября 2015         | Сербия                 | 4:1                    | -                      | Товарищеский матч         |                        |
| 6                      | 27 мая 2016            | Мальта                 | 6:0                    | -                      | Товарищеский матч         |                        |
| 7                      | 1 июня 2016            | Россия                 | 2:1                    | -                      | Товарищеский матч         |                        |
| 8                      | 5 июня 2016            | Республика Корея       | 1:2                    | -                      | Товарищеский матч         |                        |
| 9                      | 13 июня 2016           | Испания                | 0:1                    | -                      | ЧЕ-2016. Групповая стадия |                        |
| 10                     | 21 июня 2016           | Турция                 | 0:2                    | -                      | ЧЕ-2016. Групповая стадия |                        |
| 11                     | 31 августа 2016        | Армения                | 3:0                    | -                      | Товарищеский матч         |                        |
| 12                     | 4 сентября 2016        | Северная Ирландия      | 0:0                    | -                      | Отборочный матч ЧМ-2018   |                        |
| 13                     | 8 октября 2016         | Германия               | 0:3                    | -                      | Отборочный матч ЧМ-2018   |                        |
| 14                     | 11 ноября 2016         | Норвегия               | 2:1                    | -                      | Отборочный матч ЧМ-2018   |                        |
| 15                     | 13 октября 2018        | Словакия               | 2:1                    | -                      | Лига наций 2018/19        |                        |
| 16                     | 16 октября 2018        | Украина                | 0:1                    | -                      | Лига наций 2018/19        |                        |
| 17                     | 15 ноября 2018         | Польша                 | 1:0                    | -                      | Товарищеский матч         |                        |
| 18                     | 19 ноября 2018         | Словакия               | 1:0                    | -                      | Лига наций 2018/19        |                        |
| 19                     | 22 марта 2019          | Англия                 | 0:5                    | -                      | Отборочный матч ЧЕ-2020   |                        |
| 20                     | 26 марта 2019          | Бразилия               | 1:3                    | 1                      | Товарищеский матч         |                        |
| 21                     | 7 июня 2019            | Болгария               | 2:1                    | -                      | Отборочный матч ЧЕ-2020   |                        |
| 22                     | 10 июня 2019           | Черногория             | 3:0                    | -                      | Отборочный матч ЧЕ-2020   |                        |
| 23                     | 27 марта 2021          | Бельгия                | 1:1                    | -                      | Отборочный матч ЧМ-2022   |                        |
| 24                     | 11 октября 2021        | Беларусь               | 2:0                    | -                      | Отборочный матч ЧМ-2022   |                        |
| 25                     | 16 ноября 2021         | Эстония                | 2:0                    | -                      | Отборочный матч ЧМ-2022   |                        |

## Достижения
«Слован» (Либерец)
- Обладатель Кубка Чехии: 2014/15

 «Спарта» (Прага)
- Чемпион Чехии: 2022/23
- Чемпион Чехии: 2023/24